# Geel kruidenvlieskelkje
Het geel kruidenvlieskelkje (Hymenoscyphus limonium) is een schimmel behorend tot de familie Helotiaceae. Hij komt voor op gras- en hooilanden. Het leeft saprotroof op rotte stengels van kruidachtige planten. Hij is bekend van o.a Centaurea, Senecio en Rumex.

## Kenmerken
De vruchtlichamen zijn geel. De asci hebben een J+ reactie. De sporen hebben een lengte van 7-9 µm.

## Verspreiding
Het geel kruidenvlieskelkje komt in Nederland uiterst zeldzaam voor.